# Crónica medieval
Una crónica medieval (del latín chronica, que a su vez se deriva del griego cronos, 'tiempo') es una obra literaria, a veces escrita colectivamente, que relata una serie de hechos usualmente históricos, ordenados cronológicamente, durante el período de la Edad Media. 
Esta literatura histórica en lengua vernácula toma el relevo de la canción de gesta, compuesta esta para ser leída y con relatos de historias populares dirigidas al pueblo. La crónica se centra en heroicas epopeyas legendarias que narran, principalmente, las hazañas guerreras de reyes o caballeros, o la historia oficial de las comunidades, causas o grandes personajes que suelen ser los protectores y patrocinadores de los cronistas a su servicio.
Junto a los anales y el mito, constituye uno de los primitivos pilares de la metodología de la historia. En muchos casos, los intereses particulares que subyacen tras las crónicas medievales como recuerdo de lo sucedido en diferentes reinos, será el germen de las historias nacionales de los países.

## Historia
En el Occidente latino, las crónicas florecieron en la Alta y Baja Edad Media. Se presenta como un informe sobre eventos históricos en orden cronológico, pero no sobre la base de los años del calendario (anales), sino en el contexto cronológico más amplio de los reinados de reyes y papas, por ejemplo. Las crónicas mundiales, las crónicas imperiales y reales, las crónicas nacionales, las crónicas de monasterios, iglesias y ciudades se distinguen según su contenido y alcance. Los obispos y casi todas las grandes abadías perpetúan sus crónicas relatando los hechos importantes en su orden de sucesión, es decir cronológicamente. El interés de estas crónicas es el de conservar el linaje de reyes, nobles, abades, especialmente si fueron santos o conquistadores, para reconstruir genealogías y servir de 'referencia' a sus descendientes o sucesores. También se utilizan para memorizar donaciones, compras, permutas, usufructos de villas (centros agrícolas), iglesias, capillas o solares.
Las crónicas también están destinadas a permitir la datación de acontecimientos, en la medida en que no existen calendarios, salvo rarísimas excepciones. Todos los hechos importantes se ubican según el año del reinado de un papa, un rey o un emperador. Esta notación depende de dónde esté escrita la crónica. Pueden describir un período limitado como las Crónicas de Froissart, que relata la Guerra de los Cien Años, o abarcar varios siglos como las Grandes crónicas de Francia. Entre los ejemplos medievales más antiguos de crónicas se destacan la Chronica Majora, la Chronica Gothorum de Isidoro de Sevilla (siglo VI/VII), la Crónica de Fredegario (siglo VII), la Crónica de Tietmaro de Merseburgo (siglo XI) o la Chronica sive Historia de duabus civitatibus de Otón de Frisinga (siglo XII).

## Cronistas
La redacción de las crónicas está encomendada a un erudito de confianza, quien se obliga a embellecer, purificar y santificar todas las acciones de los personajes patrocinadores cuyas hazañas relata. Bajo esta luz, los anales (los anales y las crónicas se confunden frecuentemente, como por ejemplo, los Annales regni Francorum que abarcan el período de 785 a 803, por lo que suelen calificarse de crónicas) también tienen un papel de propaganda o adoctrinamiento, porque sirven de libro de horas a los miembros de la corte y a los innumerables hijos de los leudes que allí se educan. Por este lado, su lectura se hace hoy en día con cierta circunspección. Tanto más cuanto que ciertas autoridades reales o pontificias a veces hicieron falsificaciones para respaldar sus afirmaciones, como la Donación de Constantino o las Falsas decretales.
Como ejemplo, el Liber Pontificalis, que relata los grandes acontecimientos de la vida de los papas, sin interrupción desde el siglo VI. Por otro lado, la Crónica de Fredegario es un escrito un tanto atípico, porque emana de los descendientes pipínidas como el monje de Laón, Childebrando y su hijo Nibelungo, quienes se sucedieron estudiosamente para presentar de manera ventajosa la toma del progresivo poder de su familia, y su ascensión a la cúspide.
Los Diez Libros de Historia de Gregorio de Tours circularon en la Edad Media en formas abreviadas, y fue principalmente su versión caricaturesca reelaborada, el Libro de la historia de los francos, que apuntala la historiografía carolingia y luego capeta, y se incorpora a la prestigiosa compilación de Grandes crónicas de Francia.
La clásica Cronografía de Teófanes rastrea la historia bizantina durante todo el período que abarca el período conocido como la Querella de las imágenes 726-784 y 813-842. Entonces también hubo crónicas bizantinas.
En España destacan la Crónica najerense, de alrededor de 1160, que abarca desde el comienzo del mundo hasta Alfonso VI y la Chronica Adefonsi imperatoris, que es un relato de los hechos del reinado de Alfonso VII de León y Castilla. Y la más ambiciosa Crónica general de España, que pretendía ser una extensa historia universal en castellano, iniciada a finales del siglo XIII a iniciativa del rey Alfonso X el Sabio. Posteriormente, la Crónica abreviada escrita entre 1320 y 1322 por el infante de Castilla don Juan Manuel o la Crónica General de España de 1344. También existen crónicas mozárabes y crónicas islámicas sobre la vida de los distintos califas abasíes u omeyas.